# Конопко Дмитро Юхимович
Конопко́ Дмитро́ Юхи́мович (нар. 3 листопада 1922, с. Березівка, Одеська губернія, УСРР — 21 квітня 2015, в с. Тіньки) — Заслужений агроном УРСР, кавалер орденів Трудового Червоного Прапора та Леніна (1971).

## Життєпис

### Ранні роки та освіта
Народився Дмитро Юхимович 3 листопада 1922 р. в м. Южнограді, пізніше перейменоване в м. Березівка Одеської області, в селянській сім'ї. У 1937 році вступив до Завадівського сільськогосподарського технікуму, який закінчив з відзнакою вже під час війни в липні 1941 року, отримавши спеціальність молодшого агронома-рільника. Направлення отримав в Березівську МТС агрономом-насіннєводом.

### Період Другої світової війни
Коли почалася війна, на фронт не взяли, тому що мав слабкий зір. Під час окупації переховувався, щоб уникнути вивезення до Німеччини, та все ж у березні 1944 року був спійманий. Потяг, у якому везли бранців до Німеччини, потрапив під бомбардування американської авіації в Румунії. Дмитру покалічило ліву ногу.
Потім він потрапив у табір для військовополонених у Румунії, в Німеччині — в концтаборі № 95 у Верхній Сілезії. А перед наступом радянських військ Дмитра перевели на роботу в підземний концтабір Дора-Міттельбау, де був завод в горах Гарц і, де таємно займалися ракетобудуванням. Від знищення полонених врятував наступ американських військ 30 квітня 1945 року.

### Повоєнний період
Після закінчення війни, пройшовши фільтраційний табір для репатріантів, повернувся додому. Вступив до Одеського сільськогосподарського інституту. Після закінчення І курсу в 1947 Дмитро Конопко приїхав на Чигиринщину відбудовувати у післявоєнний період народне господарство, працюючи дільничим агрономом Чигиринської МТС, агрономом в селах Тарасівка та Шабельники, (нині затоплені Кременчуцьким водосховищем), а також у Тіньках.
У 1949 році Дмитро Юхимович одружився з місцевою вчителькою Ганною Василівною й назавжди залишився на Чигиринщині.

### Діяльність
Після об'єднання п'яти колгоспів він, головний агроном господарства «Україна», взяв на себе відповідальність за врожай на 3100 га полів.
Велику увагу у своїй діяльності Дмитро Юхимович приділяв підвищенню родючості землі. Щоб підняти врожайність обробляв насіння азотобактерином, фосфобактерином, цинком, нітрагіном, марганцем, дощовою водою. І це поступово підвищувало врожайність зернових. Щоб збільшити врожай сільськогосподарських культур, він особливу увагу приділяв насінництву, сортам, внесенню добрив, обробітку землі, своєчасному збиранню і головне боротьбі з втратами при збиранні. У 1966 році пшениця вродила по 200 пудів з гектара і Дмитро Юхимович отримав орден Трудового Червоного Прапора.
Із 1966 р. в колгоспі «Україна» проводилось виробниче дослідження по виведенню нових сортів сільськогосподарських культур провідних селекціонерів України, Росії, Білорусії та Молдавії. З багатьма селекціонерами країни Дмитро Юхимович був особисто знайомий. Велась селекційна робота під керівництвом завідувача відділом селекції пшениці (ВСП) м. Одеси академіка Ф. Г. Кириченка.
Мета дослідів: вивчення нових сортів, розмноження насіння для запровадження кращих у виробництво, підвищення врожайності та збільшення валового збору зерна й картоплі.
Дмитро Конопко був у Інституті фізіології рослин, в академіка Власюка. Отримав цінні поради. Був у академіка Лук'яненка на Кубані.
Агроном був особисто знайомий з академіками М. І. Хаджиновим (вивів 20 сортів гібридної кукурудзи), М. А. Дорожкіним (білоруський вчений селекціонер, займався картоплеводством), професором О. С. Мусійко (спеціаліст по насінництву кукурудзи і жита), селекціонерами В. М. Даніліним, та І. П. Чучмієм із Черкаської обласної дослідницької станції.
Дмитро Юхимович займався вирощуванням гібридної кукурудзи, впроваджував югославські та угорські сорти, які давали урожай 100 ц/га. А в 1972 р., коли жителі села Тіньки отримали по 37,7 центнера з гектара, а пшениці до 60 центнерів, Д. Ю. Конопку за високі врожаї присвоїли звання «Заслужений агроном України».
Вийшовши на пенсію, Дмитро Юхимович Конопко продовжував працювати у місцевому СТОВ. Був головою ревізійної комісії, диспетчером господарства, завідував током. Агроном займався громадською роботою, вів місцеве радіомовлення, організовував відкриття в селі православної церкви у 1993 році.
Помер Дмитро Юхимович Конопко 21 квітня 2015 року у віці 92 років.